# Осми путник (филм)
Осми путник (енгл. Alien; „Туђин”) је научнофантастични-хорор филм из 1979. редитеља Ридлија Скота и писца Дена О’Бенона. Баизран на причи О’Бенона и Роналда Шусета, прати посаду комерцијалног свемирског тегљача Ностромо, која наилази на истоименог Осмог путника, агресивног и смртоносног ванземаљца који је пуштен на брод. Главе улоге тумаче Том Скерит, Сигорни Вивер, Вероника Картрајт, Хари Дин Стантон, Џон Херт, Ијан Холм и Јафет Кото. Продуцирали су га Гордон Карол, Дејвид Гајлер и Волтер Хил преко свог предузећа Brandywine Productions и дистрибуирао га је 20th Century Fox. Гајлер и Хил су ревидирали и допунили сценарио; Шусет је био извршни продуцент. Осмог путника и пратеће артефакте дизајнирао је швајцарски уметник Ханс Гигер Руди, док су концептуални уметници Рон Коб и Крис Фос дизајнирали више људске поставке.
Премијера филма Осми путник била је 25. маја 1979, као уводно вече четвртог Међународног филмског фестивала у Сијетлу, представљен у 70 mm у поноћ пре него што је шире објављен 22. јуна и објављен 6. септембра у Уједињеном Краљевству. Наишао је на признање критичара и успех на благајнама, освојивши Оскара за најбоље визуелне ефекте, три награде Сатурн (за најбољи научнофантастични филм, за најбољег редитеља за Скота и за најбољу споредну женску улогу за Картрајтову) и награду Хуго за најбољу драмску презентацију, заједно са бројним другим номинацијама. Стално је хваљен у годинама од објављивања и сматра се једним од најбољих филмова свих времена. Током 2002, Конгресна библиотека је прогласила филм Осми путник „културно, историјски или естетски значајним” и изабран је за чување у Националном регистру филма Сједињених Држава. Током 2008, Амерички филмски институт га је рангирао као седми најбољи филм у жанру научне фантастике и као 33. најбољи филм свих времена од часописа Empire.
Успех филма Осми путник се раширио у медијску франшизу филмова, романа, стрипова, видео-игара и играчака. Такође је покренуо Виверину глумачку каријеру, пружајући јој прву главну улогу. Прича о сусретима њеног лика са ванземаљским бићима постала је тематско и наративно језгро наставака Осми путник 2 (1986), Осми путник 3 (1992) и Осми путник 4: Васкрснуће (1997). Кросовер са франшизом Предатор продуцирао је филмове Осми путник против Предатора, који садржи филмове Осми путник против Предатора (2004) и Осми путник против Предатора 2 (2007). Преднаставна серија садржи филмове Прометеј (2012) и Осми путник: Ковенант (2017), које је режирао Скот.

## Радња
Комерцијални свемирски тегљач Ностромо враћа се на Земљу са седмочланом посадом у стању мировања: капетан Далас, извршни директор Кејн, полицијска службеница Риплијева, навигатор Ламберт, научни службеник Еш и два инжењера Паркер и Брет. Откривајући пренос, бродски рачунар, Мајка, буди посаду. Према политици предузећа које захтева истрагу било каквог потенцијалног сигнала за помоћ, они слете на Месец упркос Паркеровим протестима, притом наносећи штету његовој атмосфери и стеновитом пејзажу. Инжењери остају на броду да врше поправке, док Далас, Кејн и Ламберт крећу у истрагу. Откривају да сигнал потиче са запуштеног ванземаљског брода и улазе у њега губећи комуникацију са Ностромом. Риплијева дешифрује део преноса, утврђујући да је то упозорење, али не може да пренесе ове информације онима на запуштеном броду.
У међувремену, Кејн открива комору у којој се налазе стотине великих предмета сличних јајима. Када додирне један, створење извире, пробија му кацигу и причвршћује се за лице. Далас и Ламберт носе несвесног Кејна назад на Ностромо. Као вршилац дужности високог официра, Риплијева одбија да их пусти на брод, позивајући се на карантинске прописе, али Еш преиначује њену одлуку и пушта их унутра. Еш покушава да уклони створење са Кејновог лица, али зауставља се када открије да је његова крв изузетно нагризајућа киселина. Касније се одваја самовољно и нађено је мртаво. Брод је делимично поправљен, а посада наставља пут назад на Земљу. Кејн се буди са одређеним губитком меморије, али изгледа да је иначе неозлеђен. Током последњег оброка посаде пре повратка у стазу, изненада се гуши и грчи. Мало ванземаљско створење избија из Кејнових прса, убијајући га, и побеже у брод, а Еш одвраћа остатак да га не убију.
Посада покушава да га лоцира помоћу уређаја за праћење и ухвати или убије мрежама, електричним шипкама и бацачима пламена. Брет прати мачку посаде Џонзија у одељак за ноге за слетање, где сада потпуно одрасли ванземаљац напада Брета и нестаје са његовим телом. Након жестоке расправе, посада одлучује да се створење мора налазити у ваздушним каналима. Далас улази у канале, намеравајући да натера чудовиште у ваздушну комору, али га заседа и убија. Ламберт, схватајући да ванземаљац намерава да агресивно убије посаду једног по једног, моли остале да напусте брод и побегну у његовом малом шатлу, али Риплијева, која сада командује, објашњава да неће подржати четворо људи и инсистира да настави са Даласовим план испирања ванземаљца.
Приступајући Мајци, Риплијева открива да је Ешу тајно наложено да врати ванземаљца, а посада се сматра потрошном. Суочава се са Ешом, који покушава да је задави до смрти. Паркер интервенише и удара Еша, оборивши му главу и откривајући га као андроида. Ешова глава се поново активира и они сазнају да му је додељено да обезбеди опстанак бића. Изражава дивљење психологији створења, несметано због савести или морала, и изругује им се због шанси за опстанак. Риплијева му прекида моћ; како одлазе, Паркер га спаљује.
Преостала посада одлучује да самоуништи Ностромо и побегне у шатлу. Међутим, Паркер и Ламберт улазе у заседу створења и убија их док сакупљају залихе за живот. Риплијева покреће секвенцу самоуништења, али проналази ванземаљца који јој блокира пут до шатла. Повлачи се и безуспешно покушава да прекине самоуништење. Без додатних могућности, она се упути до шатла и једва побегне док Ностромо експлодира.
Док се Риплијева припрема за застој, она открива да је ванземаљац на броду, увукавши се у уски простор. Обукла је скафандер и користи гас за избацивање створења. Створење се приближава Риплијевој, али пре него што је нападне, она отвори врата ваздушне коморе, готово експлодирајући створење у свемир. Успева да се живи држећи се за оквир. Риплијева га пуца куком, али пиштољ се заглављује док се врата ваздушне коморе затварају, привезујући ванземаљца за шатл. Увлачи се у испушни систем мотора, али Риплијева пали моторе, разносећи створење у дубине свемира. Након што је снимила последњи запис, она поставља Џонзија и себе у застој за пут натраг на Земљу.

## Улоге
| Глумац            | Улога       |
| ----------------- | ----------- |
| Том Скерит        | Далас       |
| Сигорни Вивер     | Елен Рипли  |
| Вероника Картрајт | Ламберт     |
| Хари Дин Стантон  | Брет        |
| Џон Херт          | Кејн        |
| Ијан Холм         | Еш          |
| Јафет Кото        | Паркер      |
| Болаџи Бадеџо     | Осми путник |
| Хелен Хортон      | Мајка       |